# Christian Heinrich Nebbien
Christian Heinrich Nebbien (ismert nevén: Nebbien Henrik) (Lübeck, 1778. szeptember 22. – Glogau, 1841. december 2.) német születésű kertész, kertépítő, agrárreformer.

## Élete

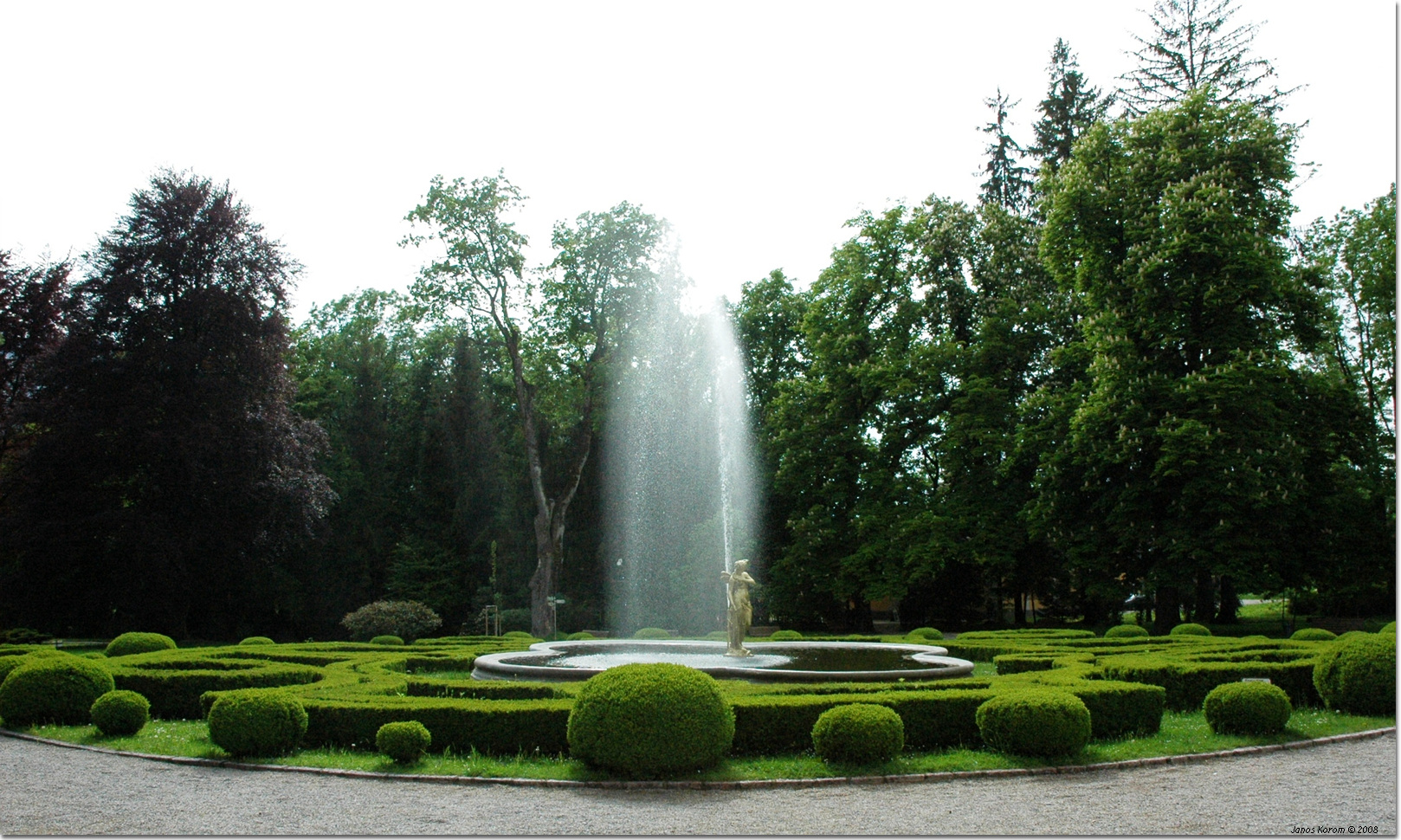
Betléri kastélypark, 2008

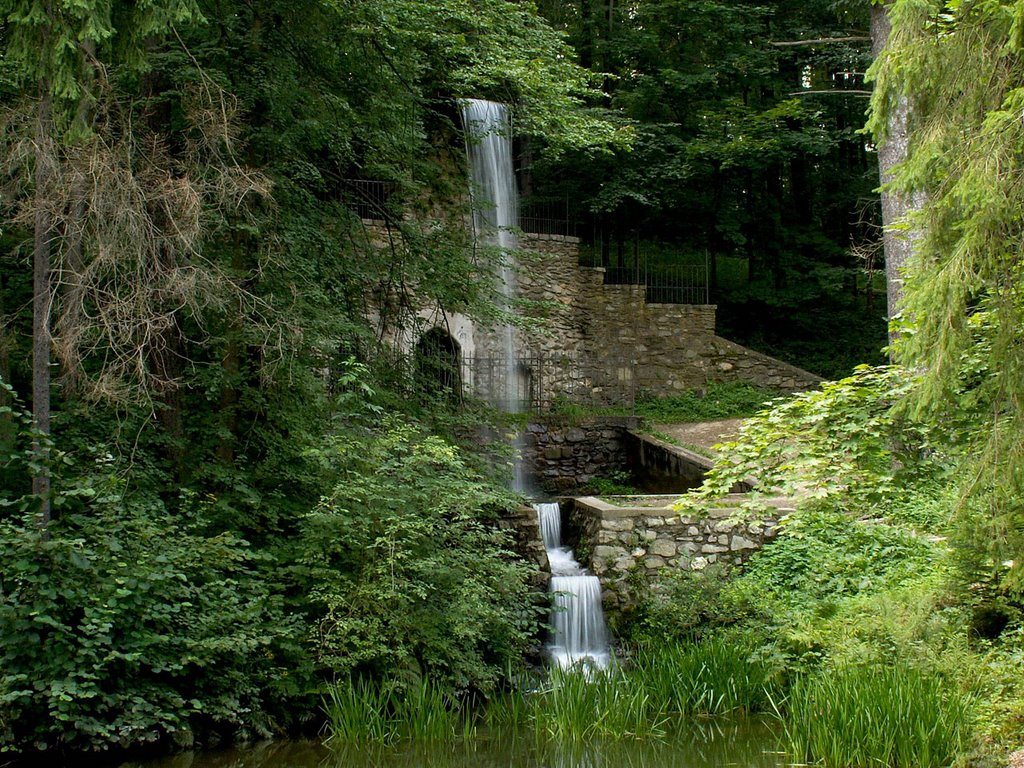
Betléri kastély, vízesés, 2016

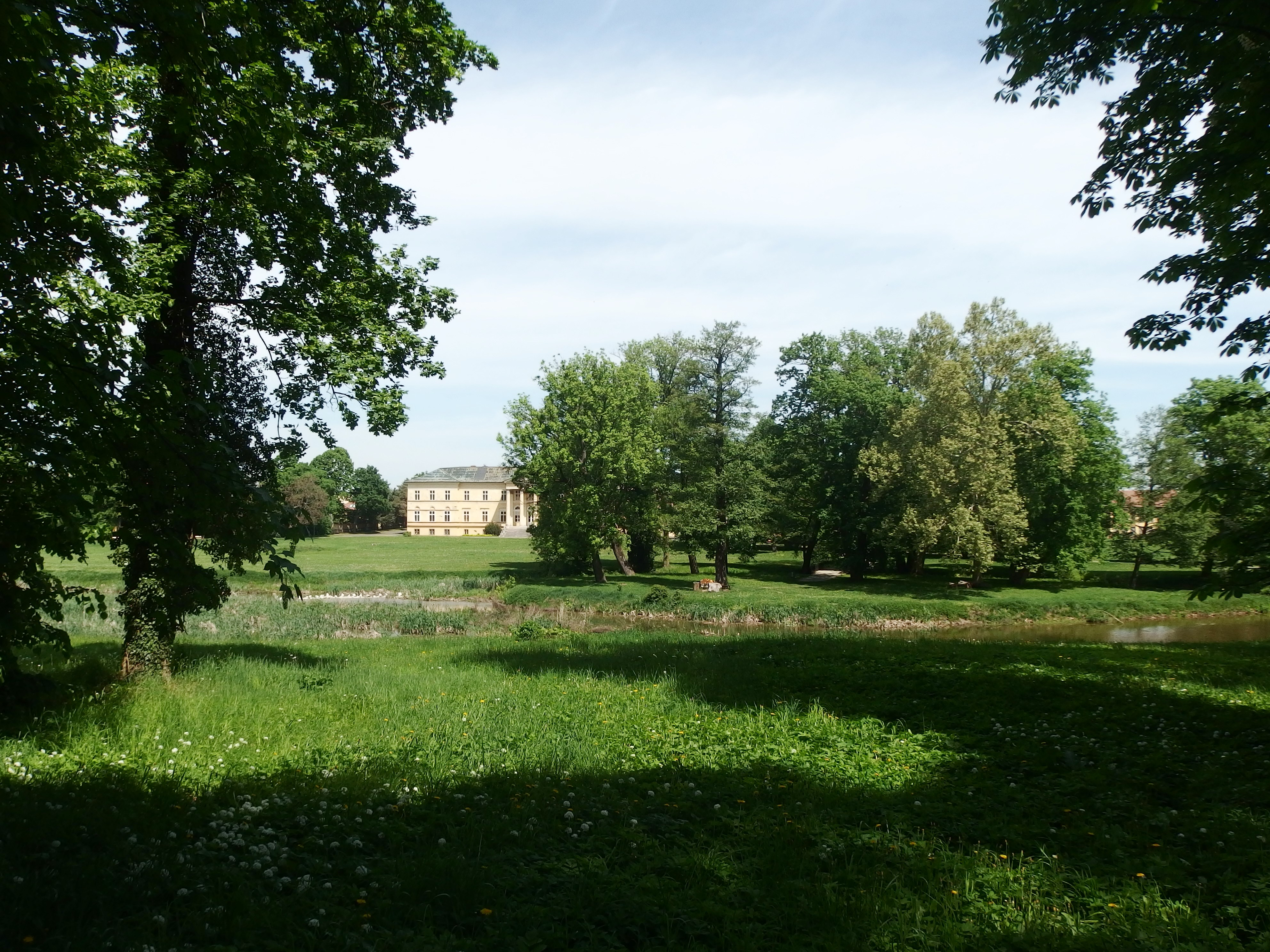
Alsókorompai Brunszvik–Chotek-kastélypark, 2018

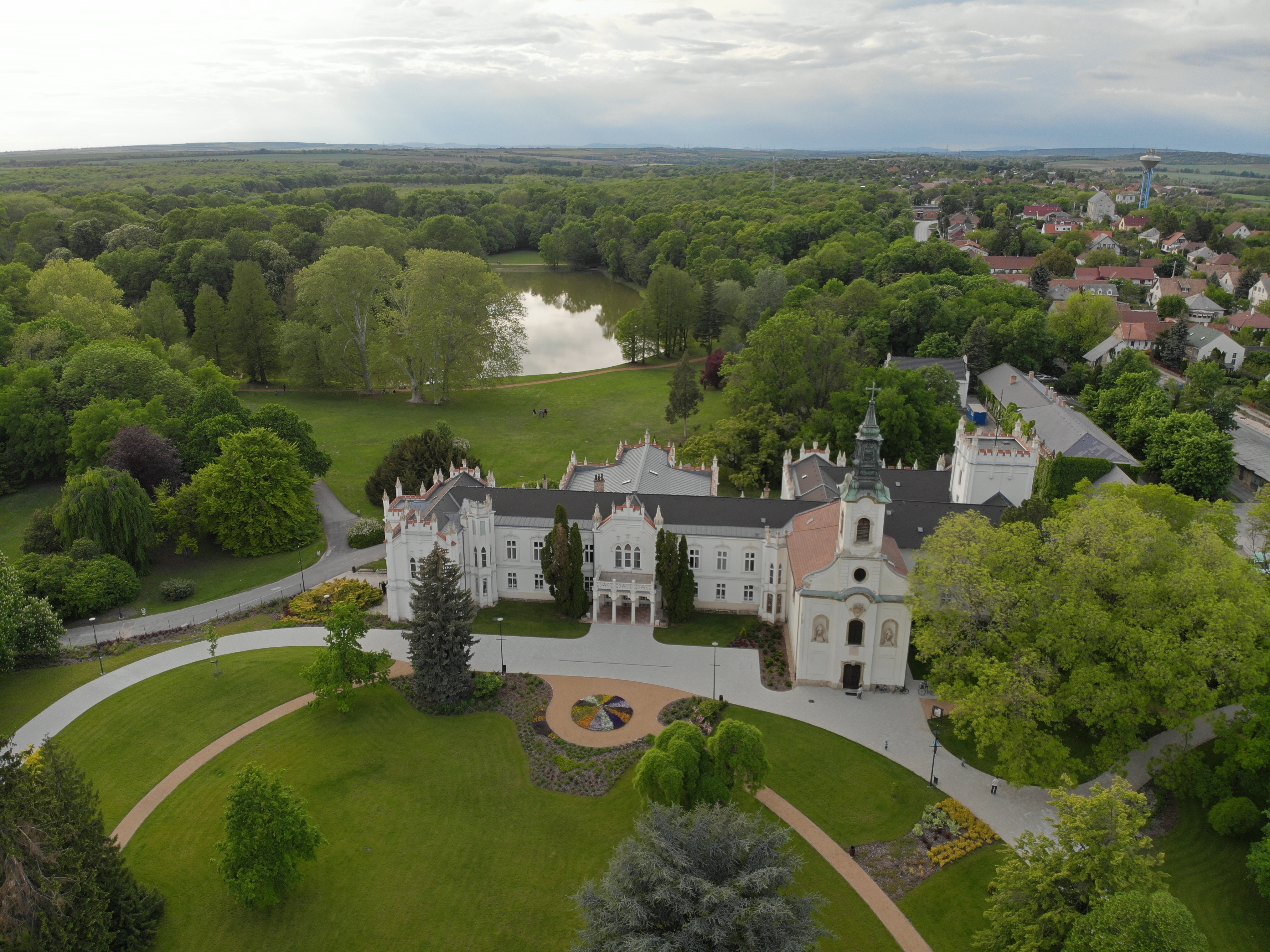
A martonvásári Brunszvik-kastély, 2019

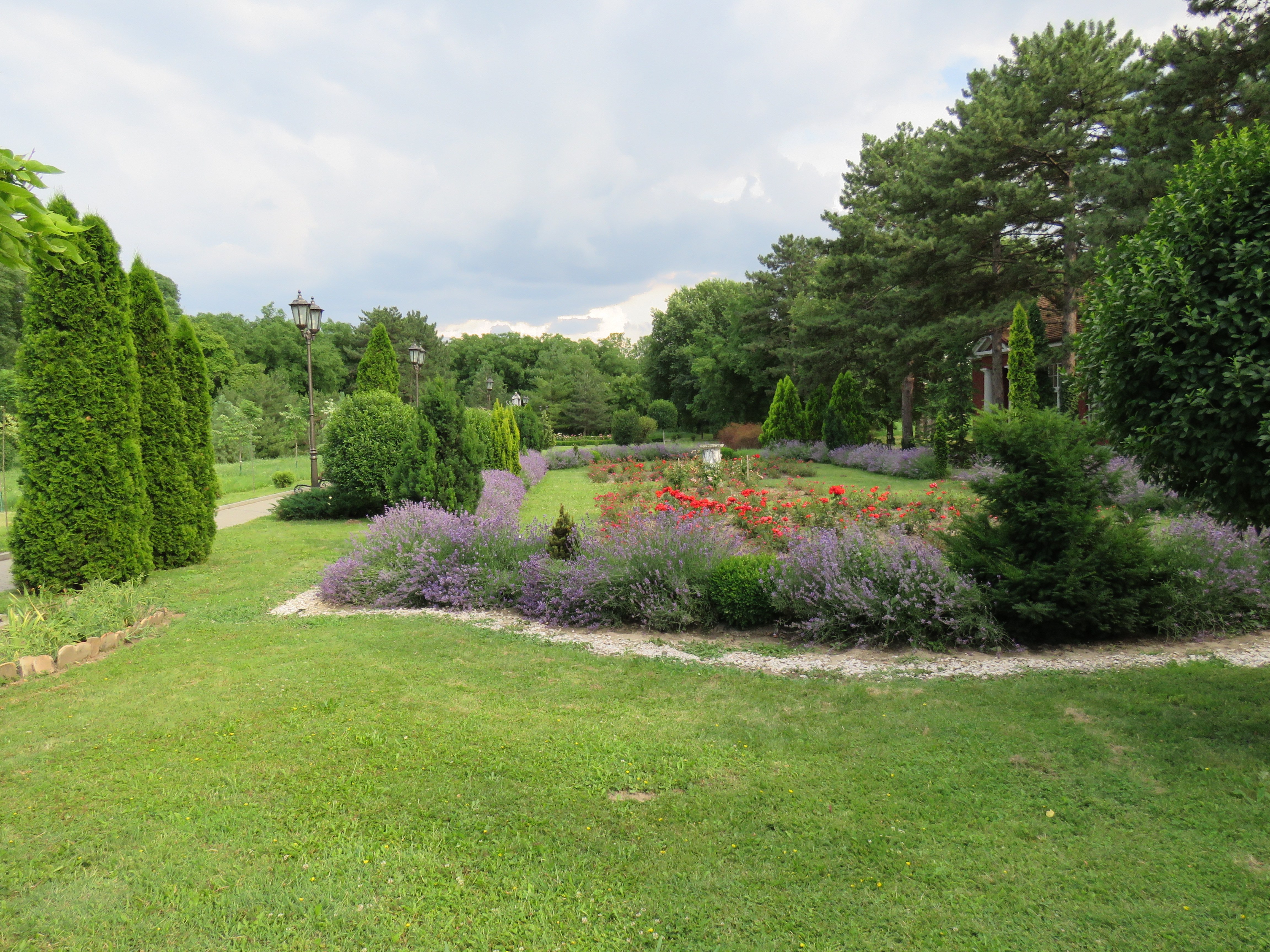
Az écskai Lázár–Harnoncourt-kastély parkja, 2018

Régi lübecki szabómester családban született. Apja Christian David (1733–1790) szabó, anyja Anna Catharina Gläff (1756–1793) volt. Nebbien mecklenburgi és holsteini mintagazdaságokban dolgozva, nagyon fiatalon, autodidakta módon sajátította el a kertészeti és mezőgazdasági ismereteket. Előbbi német és szász hercegségeken kívül Oroszországban, Angliában, Dél-Németalföldön és Itália északi részén tett tanulmányutakat. Ő saját magát gazdasági tanácsosnak, tanácsadónak nevezte, de mai fogalmaink szerint meghatározhatjuk tájépítésznek is. 
1806-tól 1821-ig elsősorban Magyarországon élt, több arisztokrata család számára tervezett parkokat és kerti épületeket. 1812–1818 között szorosan együttműködött Brunszvik Józseffel, az alsókorompai kastély grófjával, amiről közel félezer oldalas levélváltásuk tanúskodik. A jelenleg ismert adatok alapján Nebbien 1821-ig tartózkodott Magyarországon. Innen lengyel területre, Kelet-Poroszországba költözött. Több mint nyolcvan különböző típusú terv bizonyított szerzője, de valószínűleg ennél jóval több munkája volt. 1818-tól sorra jelentek meg – leginkább Lipcsében – változatos témájú, főként birtokrendezéssel, erdészettel, tájszépítéssel foglalkozó írásai. Nebbien publikálási tevékenysége az 1830-as években tovább erősödött, de emellett 1841-ben bekövetkezett haláláig még mintegy nyolcvan további – többek között kerttervezési – felkérésnek tett eleget.
1808-ban, Pest város ekkor alakult Szépítő Bizottmánya (Verschönerungs Comission zu Pesth, Comissio Decoratoria) fogalmazta meg céljai között a „Városerdő” tervszerű elrendezését, s 1813-ban szólította fel „a művészetkedvelőket”, hogy „a lakosság minden osztálya számára kellemes múlatóhelyet tervezzenek” itt. A meghirdetett, első helyezettként 200 arannyal jutalmazandó pályadíjat végül Nebbien nyerte el. A 35 éves Nebbien – felajánlva a költségek céljára a nyert 200 aranyat is –, csaknem három évig dolgozott a terv kidolgozásán. A tervlapok mellé részletes leírást és költségvetést, sőt aprólékosan megfestett látványterveket is készített.
Nebbien szándéka szerint olyan kertet alkotott, amely esztétikus, egyben pedig gazdaságosan művelhető, mintegy önfenntartó, ezért a pesti „néppark” egyik látványosságaként egy majorságot tervezett, istállóiban lovakkal, tehenekkel, udvarán tyúkokkal, libákkal, pávákkal. Az általa elképzelt mintagazdaság a vidéki életről adhat – némiképp idealizált – képet a nagyvárosi embereknek. A látogatók a majorság rusztikus tejvendéglőjében megkóstolhatják a helyben készített termékeket is: tejet, túrót, sajtot.
A Pesti Szépítő Bizottmány 1817-ben jelentős összeget, 34 ezer akkori forintot szavazott meg a majorság építésére. Végül ennél kisebb összegből, az eredetileg tervezettnél egyszerűbb formában alakították ki az állattartó mintagazdaságot a Páva-szigeten. Bérlője 1845-ben a pesti Walthier Antal volt, aki „a puszta szigetet a közönség számára nyilvános kertté varázsolta, a fölöttébb kellemes és csinos majorépület körül pedig nyári lakokat alakított ki”. Vahot Imre 1864-es Budapesti kalauzában is említi a Páva-szigeti majorságot és vendéglőjét, amelyet akkor egy bizonyos Newarba nevű bérlő működtetett.
Nagyszabású parkrendezési tervéből is anyagiak híján csak a ligeti nagy rondó és néhány sétaút valósult meg.
Az utókor a 19. század egyik legtehetségesebb tájépítészévé avatta színvonalasan megtervezett kertjei és kertészeti, illetve gazdasági írásai miatt. A kertépítészeti szakma felső szintű oktatását már az 1810-es években szorgalmazta. Abban állt Nebbien kertművészeti újítása, hogy a reprezentatív kertrészleteket a parkokon belül szervesen a mezőgazdasági területekhez kapcsolta, s így a mai tájkertészet fogalmához járt közel.

## Művei
- Ungarns Folks-Garten der Koeniglichen Frey Stadt Pesth (Magyarország népkertje Pest sz. kir. városában) Pest, 1816
- Praktisch-naturgemässe Bodenverbesserungskunde für Land- und Gartenbau. Lipcse, 1840
- Geist der Landschaftbildnerei als Programm des größern Werkes. 5 kőnyomattal és 2 táblával. Weimar 1821. Digitalizálva, Bayerische Staatsbibliothek
- Die Einrichtungskunst der Landgüter auf fortwährendes Steigen der Bodenrentem, aus einer zwanzigjährigen Praxis, an mehr als achtzig Gütern, in den verschiedensten Ländern und Klimaten Teutschlands, hiermit zu Grundriß und System gebracht, mit sechs erklärenden Einrichtungskarten, drei System- und neun Uebergangstabellen, verschiedener Landgüter. 3 kötet, Prága, Calve, 1831. – 1. kötet: Grundsätze des Ganzen. Digitalizálva, Bayerische Staatsbibliothek – 2. kötet: Praktische Darstellung des Systems. Digitalizálva, Bayerische Staatsbibliothek – 3. kötet: Erklärende Beispiele. Digitalizálva, Bayerische Staatsbibliothek
- Der schuldenfreie Staat, oder landwirthschaftliche Ansichten und Erfahrungen in Hinsicht auf allgemeine Schuldentilgung, sowohl der Landgüter, als der Staaten. Berlin, Reimer, 1834
- Das Aufhelfungs-, Futter- und Weidebuch für kleinere und größere Landwirthe, welche ihre Güter selbst bewirthschaften; insbesondere für selbstwirthschaftende Gutsbesitzer, Pächter, Wirthschaftsbeamte, Pfarrherren, Landschullehrer und den Bauersmann. Mit mehr als 150 Abbildungen der brauchbarsten Gräser und Kräuter für die verbesserte Gründüngung so wie für den Futter und Weidebau. Nebst einem Anhang zur leichten und schnellen Vergleichung und Vereinigung der europäischen Maaße und Gewichte in 5 Tabellen. Lipcse, Müller, 1835
- Wie ist der grösste und reinste Zuckergehalt in der Runkelrübe landwirthschaftlich zu erzeugen? und zugleich auch ihr grösserer Reinertrag? 2. kiadás, Lipcse, Wigand, 1847. Digitalizálva, Bayerische Staatsbibliothek

## Alkotásai
- A tóalmási Prónay kastély parkjának, az úgynevezett Bócz-kertnek az építését végezte 1812-ben. Báró Prónay Gábor örököseinek 60 katasztrális hold terjedelmű páratlan parkját tavakkal, fürdőházzal és emlékkövekkel díszítette. (1896-tól Wahrmann, majd Andrássy-kastély).
- Alsókorompán a Brunszvik József – majd Chotek kastély – részben barokk, részben szentimentális kertjének átépítését vállalta el (1813–1819). Ma a park legszebb éke egy közel öt méteres törzsátmérővel és több mint 45 méteres magassággal büszkélkedő, 1860 körül ültetett mamutfenyő.
- A betléri Andrássy kastély tájképi kertjét a 18. század végén tervezte Nebbien Henrik. A kastély körüli 81 hektáros park a legnagyobb történelmi botanikus kert Szlovákiában. Az épülettől induló két és fél km hosszú vadgesztenyesor mellett tisztások, melyeket hazai és nagyobbrészt külhoni lombos fák, hársak, tölgyek, tulipánfa, szivarfák, japán díszcseresznye és vérszilva, páfrányfenyő, juharok, kőrisek kereteznek. Legöregebb itt egy 500 éves tiszafa. A hazai fajtákon kívül van itt több egzóta:[6] hegyeslevelű liliomfa, 37 m magas simafenyő. Nebbien kerti építményei még láthatók: a rotunda, a szabadkőműves csarnok, a nagy halastó melletti kis tornyos vár (régen állatkert), a mesterséges barlang és a nyári lak, a kertet szökőkutak, vízesés, szobrok, sőt ágyúk is dekorálták.
- 1815 körül átépítette Brunszvik Ferenc Beethoven látogatásairól is híres martonvásári szentimentális parkját angolkertté. A park ma is látható. Fái között megtalálható a mocsári ciprus, a páfrányfenyő, a juhar és a platán. A hársak közé amerikai szivarfát, balkáni vadgesztenyét ültettek. A park közepét kis tó foglalja el, benne sziget hatalmas, árnyas fákkal és szabadtéri színpaddal.
- Az Arad megyei, soborsini, ekkor szintén Brunszvik József tulajdonában lévő kastély parkját is ő alapozta meg (1815). Díszparkjában matuzsálemi korú (350 éves) tölgyek, és több mint 100 éves tiszafák és diófák láthatók.
- A Torontál megyei eleméri kastély parkjának terve (a Kiss családnak) – 1818 előtt
- A Torontál megyei Szent György (ma Begaszentgyörgy) kastélyának kertterve (a Kiss családnak) – 1821 előtt
- A Torontál megyei écskai kastély kertjének terve (a Lázár családnak, Lázár–Harnoncourt kastély) – 1821 előtt